# Michael Higgs
Michael Higgs (* 14. Februar 1962 in Birmingham, England) ist ein britischer Schauspieler und Synchronsprecher.

## Leben
Higgs wurde am 14. Februar 1962 in Birmingham geboren. Er ist mit der britischen Schauspielerin Caroline Catz verheiratet. Die beiden sind Eltern zweier Kinder. Sie lernten sich während der Dreharbeiten zur Fernsehserie The Bill kennen.
Er gab sein Fernsehdebüt, als er in zehn Episoden der Fernsehserie Chalkface die Rolle des Paul Moon darstellte. 1993 verkörperte er in zwei Episoden der Fernsehserie EastEnders die Rolle des Sean. Zwischen 2003 und 2005 stellte er in 177 Episoden derselben Fernsehserie die Rolle des Andy Hunter dar. Von 1998 bis 2000 spielte er in der Fernsehserie The Bill die Rolle des P.C. Eddie Santini. Von 2012 bis einschließlich 2014 stellte er die wiederkehrende Rolle des Michael Clarke in 33 Episoden der Fernsehserie Wizards vs Aliens dar. 2013 war er im Abenteuerfilm Prisoners of the Sun als Peter Levitz zu sehen. Wiederkehrende Rollen hatte er außerdem in Bad Girls, Silent Witness, Trinity, WPC 56, Pan Tau und Mord auf Shetland inne. 2023 wirkte er im Spielfilm Die drei Musketiere – Helden der Krone in der Rolle des Jussac mit.

## Filmografie (Auswahl)
- 1991: Chalkface (Fernsehserie, 10 Episoden)
- 1993: Undercover! – Ermittler zwischen den Fronten (Between the Lines, Fernsehserie, Episode 2x10)
- 1993: EastEnders (Fernsehserie, 2 Episoden)
- 1998–2000: The Bill (Fernsehserie, 60 Episoden)
- 1999: Notting Hill
- 2000: Wilfred (Kurzfilm)
- 2000: In „bester“ Gesellschaft – Eine Familie zum Abgewöhnen (Relative Values)
- 2001: Agatha Christie’s Poirot (Poirot, Fernsehserie, Episode 8x01)
- 2001: Bad Girls (Fernsehserie, 8 Episoden)
- 2001: Lover’s Prayer (All Forgotten)
- 2003–2005: EastEnders (Fernsehserie, 177 Episoden)
- 2004: Deadlines
- 2004: The Lodge (Kurzfilm)
- 2006: Eros Unleashed (Fernsehfilm)
- 2007: Double Time (Fernsehfilm)
- 2008: Silent Witness (Fernsehserie, 2 Episoden)
- 2009: Trinity (Fernsehserie, 8 Episoden)
- 2010: Material Girl (Fernsehserie, Episode 1x02)
- 2010: Identity (Fernsehserie, Episode 1x02)
- 2010: Casualty (Fernsehserie, Episode 25x01)
- 2011: Frankenstein’s Wedding… Live in Leeds (Fernsehfilm)
- 2011: Assassination Games
- 2011: Fetch! (Kurzfilm)
- 2011: The Shoelace (Kurzfilm)
- 2012–2014: Wizards vs Aliens (Fernsehserie, 33 Episoden)
- 2013: Beat Girl
- 2013: L'Assenza (Kurzfilm)
- 2013: Prisoners of the Sun
- 2013: Land of Giants (Kurzfilm)
- 2014: WPC 56 (Fernsehserie, 4 Episoden)
- 2015: New Tricks – Die Krimispezialisten (New Tricks, Fernsehserie, Episode 12x06)
- 2016: Inspector Barnaby: Harvest of Souls
- 2016: Hetty Feather (Fernsehserie, Episode 2x02)
- 2016: We the Jury (Fernsehserie, Episode 1x01)
- 2016: Casualty (Fernsehserie, Episode 31x06)
- 2016: Letters from Baghdad
- 2017: Broken (Fernsehserie, Episode 1x03)
- 2017: Amoc
- 2018: The Marine 6: Das Todesgeschwader (The Marine 6: Close Quarters)
- 2019: Avengement – Blutiger Freigang (Avengement)
- 2019: The Feed (Fernsehserie, Episode 1x10)
- 2020: Pan Tau (Fernsehserie, 2 Episoden)
- 2020: Delia Derbyshire: The Myths and Legendary Tapes
- 2021: Whitstable Pearl (Fernsehserie, Episode 1x01)
- 2021: Dark Ditties Presents 'Dad'
- 2021: Code of Silence
- 2021: Dark Ditties Presents 'Stained'
- 2022: Wilfred (Kurzfilm)
- 2022: Sister Boniface Mysteries (Fernsehserie, Episode 1x02)
- 2022: Agatha Raisin (Fernsehserie, Episode 4x03)
- 2023: Die drei Musketiere – Helden der Krone (The Three Musketeers)
- 2024: Mord auf Shetland (Shetland, Fernsehserie, 2 Episoden)

## Synchronisationen (Auswahl)
- 2009: Risen (Computerspiel)
- 2010: Kinect Sports (Computerspiel)
- 2024: Torchwood Soho (Podcast, 6 Episoden)
- 2024: Doctor Who: The Lost Stories (Podcast, Episode 8x02)